# كوفيلكينو
كوفيلكينو (بالروسية: Ковылкино) هي إحدى مدن روسيا في الكيان الفدرالي الروسي موردوفيا. وهي تبعد 116 كم جوب غرب سارانسك عاصمة الكيان.